# Danbo
Danbo este o arie protejată (arie specială de conservare — SAC, sit de importanță comunitară — SCI) din Suedia întinsă pe o suprafață de 57,3 ha, integral pe uscat.

## Localizare
Centrul sitului Danbo este situat la coordonatele 57°22′42″N 18°48′51″E / 57.3784°N 18.8142°E.

## Înființare
Situl Danbo a fost declarat sit de importanță comunitară în decembrie 1995 pentru a proteja un număr necunoscut de specii din flora spontană și fauna sălbatică aflate în arealul zonei. Situl a fost protejat și ca arie specială de conservare în martie 2011.

## Biodiversitate
Situată în ecoregiunile boreală și marină baltică, aria protejată conține 9 habitate naturale: Dune de coastă fixe cu vegetație erbacee („dune gri”), Pășuni din zone de pădure fino-scandinave, Vegetație perenă pe țărmurile stâncoase, Dune mobile de-a lungul țărmului cu Ammophila arenaria („dune albe”), Alvar nordic și șisturi calcaroase precambriene, Dune împădurite din regiunile atlantică, continentală și boreală, Dune mobile cu vegetație embrionară, Taiga vestică, Pajiști uscate seminaturale și facies de acoperire cu tufișuri pe substraturi calcaroase (Festuco-Brometalia) (* situri importante pentru orhidee).
La baza desemnării sitului se află un număr nedeclarat de specii protejate.